# Manuel Rojas (labdarúgó)
Manuel Antonio Rojas Zúñiga (Santiago, 1954. június 13. – ) chilei válogatott labdarúgó.

## Pályafutása

### Klubcsapatban
1971 és 1975 között a Palestino játékosa volt. 1975 és 1977 között a Club América csapatában játszott, melynek színeiben 1976-ban megnyerte a mexikói bajnokságot. 1977-től 1980-ig ismét a Palestino tagja volt. 1981 és 1982 között az Universidad Católicában szerepelt. 1983 és 1988 között az Egyesült Államokban játszott, ahol a Tampa Bay Rowdies, a Golden Bay Earthquakes és a Chicago Sting csapatait erősítette. 

### A válogatottban
1977 és 1983 között 29 alkalommal szerepelt a chilei válogatottban és 2 gólt szerzett. Részt vett az 1975-ös és az 1979-es Copa Américán, illetve az 1982-es világbajnokságon, ahol az Ausztria elleni csoportmérkőzésen csereként lépett pályára. Az NSZK és az Algéria elleni csoportmérkőzésen nem kapott lehetőséget.

## Sikerei
Club América
- Mexikói bajnok (1): 1975–76

Palestino
- Chilei bajnok (1): 1978